# Hokksund
59°46′19″N 9°54′27″Ø / 59.77194°N 9.90750°Ø
Hokksund er en by i Øvre Eiker kommune i Buskerud fylke i Norge, og et naturlig kommunecenter for indbyggerne i kommunen. Nordøst for Drammenselven ligger Gamle Hokksund, mens Hokksund station og nyere bebyggelse ligger på sydvestsiden. Ca. 8.000 af kommunens 15.600 indbyggere bor i byen eller i omegnen. Der er kommet flere nye boligområder i udkanten af byen, f.eks. Frognes, Semsmoen, Loesmoen og Ullernåsen.

## Historie m.m.
Egentlig hed Hokksund Haugsund (af gårdsnavnet Haug, og sund, "færgested") frem til 1920. Det skabte mange forviklinger at navnet lignede Haugesund, specielt for postvæsenet. Derfor vedtog departementet at stedet skulle hedde Hokksund, trods stærke protester fra herredsstyre og lokalbefolkning som hellere ville have navnet Eiker.
Hokksund har udviklet sig på begge sider af Drammenselva. Rejsende som skulle til Hallingdal og Numedal fra Oslo eller Drammen måtte passere Hokksund, og de som skulle til Kongsberg måtte krydse elven. De blev roet over af sundmænd. Da der blev fundet sølv i Kongsberg i 1623 bestemte kongen, Christian IV, at der skulle bygges kørevej mellem Kongsberg og Hokksund og videre til Drammen og Oslo. Vejstrækningen Kongsberg-Hokksund blev således Norges første kørevej. I 1866 kom også jernbanen med bygningen af Randsfjordbanen. Hokksund Station er i dag et vigtigt knudepunkt både for Bergensbanen og Sørlandsbanen.
Jernbanen gav arbejde til mange og var også vigtig for udviklingen af det lokale erhvervsliv. Flere virksomheder anlagde jernbaneskinner ind på deres ejendomme. Drammenselven blev desuden brugt til tømmerflådning ned mod Drammen, hvor videre udskibning foregik. Mindre sideelve blev som regel opdæmmet, så de kunne bringe tømmer ned til elven når dæmningerne blev åbnet og vandføringen blev stor nok. Der var også en del passagertrafik med båd mellem Hokksund og Drammen i gamle dage.
Hoenskatten blev fundet på gården Nedre Hoen i 1834. Det er Norges største fund af guldsmykker fra vikingetiden med i alt ca. 2,5 kg guld og nogle sølvsmykker. Skatten udstilles i Kulturhistorisk Museum i Oslo. 

## Seværdigheder
Hellefossen er et populært sted for laksefiskere. Allerede i 1200-tallet blev der klaget over, at bønderne under Hellefoss hindrede laksens opgang i elven og i stedet fangede dem.
Nøstetangen glasværk var i drift her fra 1741 til 1777. Nøstetangenglas er først og fremmest kendt for sin høje kvalitet og kunstneriske udformning. En glaspokal fra dette værk blev købt for 2,2 mill. kroner for få år siden. Lysekronerne i Kongsberg kirke er blandt de mest kendte arbejder derfra. Nøstetangen museum ved den gamle sorenskrivergård viser, hvordan produktionen var, og der bliver lavet glas efter gammel tradition i glashytten ved siden af.

Faren til Kjell Eugenio Laugerud García (født 1930), der var præsident i Guatemala fra 1974-1978 stammede fra Hokksund.